# Moya Brennan
Moya Brennan, pseudònim de Máire Ní Bhraonáin (Gaoth Dobhair, Donegal, Irlanda, 4 d'agost del 1952) és una cantant i compositora irlandesa de música New Age.